# Sardón de los Frailes
Sardón de los Frailes là một đô thị ở tỉnh Salamanca, Castile và León, Tây Ban Nha. Theo điều tra dân số năm 2004 của Viện thống kê quốc gia Tây Ban Nha, đô thị này có dân số 88 người.
==Tham khảo==